# 小樽運河 (都はるみの曲)
「小樽運河」（おたるうんが）は、1990年6月27日に発売された都はるみのシングル。

## 解説
- 1984年の「ふたりのラブソング」（五木ひろしとのデュエット曲）、ソロでは「夫婦坂」以来6年ぶりの復帰第1弾シングル。

- 両曲いずれも都自身が企画・原案を担当した。

- オリコンチャートでは初登場では自己最高位の13位を記録し、復帰作にしてヒットを記録した。

- 1990年・第41回NHK紅白歌合戦の紅組トリでカップリングの「千年の古都」を歌唱した。

## 収録
- 両楽曲共に、作詞：吉岡治／作曲：弦哲也／編曲：桜庭伸幸

1. 小樽運河（4分26秒）
2. 千年の古都（5分29秒）

## カバー
- 藤田恵美 -（2015年、シングル「飲んじゃって…」カップリング収録）
- 小野リサ -（2018年、アルバム「旅 そして ふるさと」収録[注釈 1]）